# Bielovodské Žabie plesá

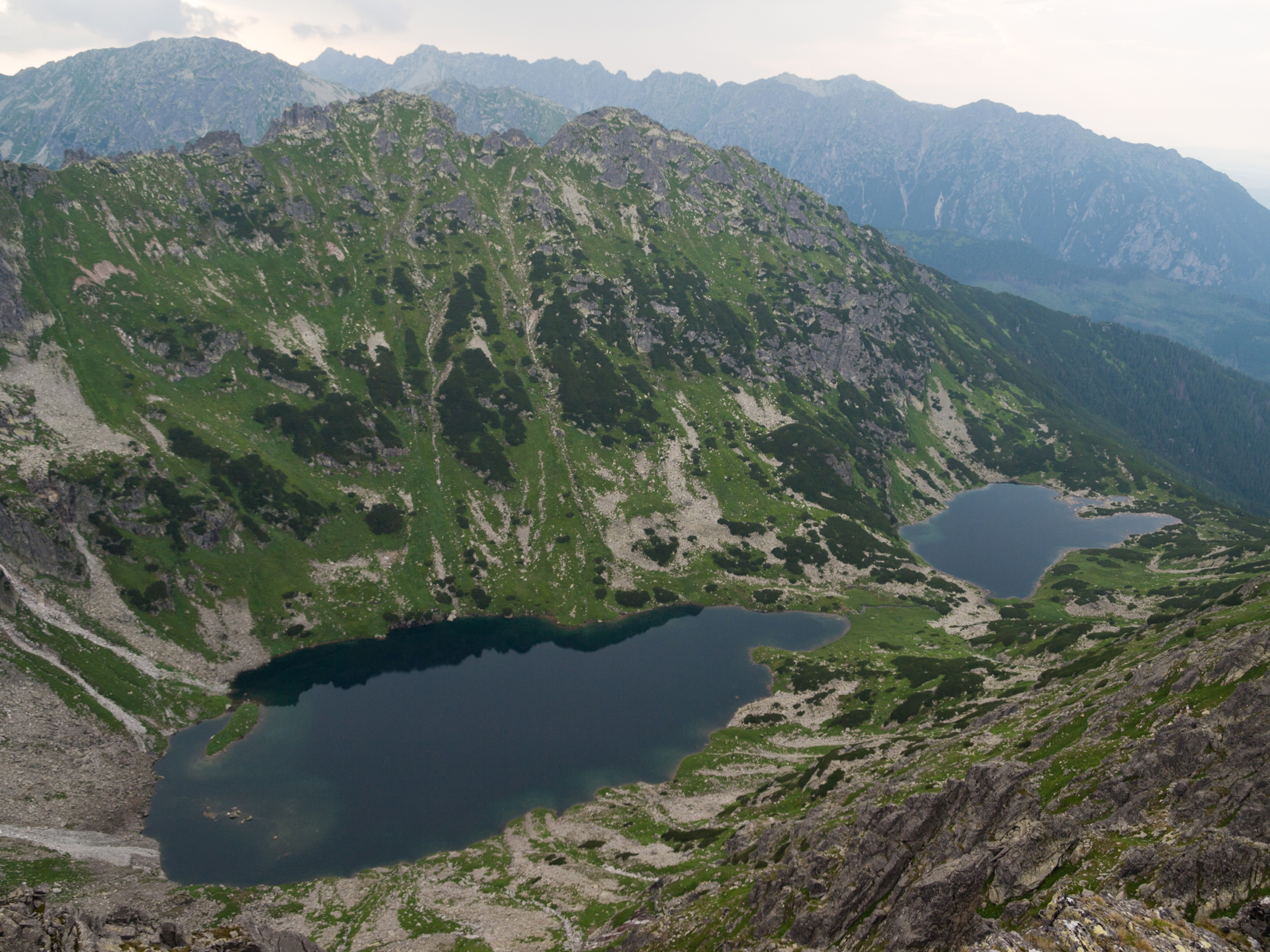
Bielovodské Žabie plesá, nad nimi Žabia kopa a Malý Žabí štít

Bielovodské Žabie plesá (polsky Żabie Stawy Białczańskie) je soubor dvou ledovcových jezer nacházejících se v horní části Žabí Bielovodské doliny ve Vysokých Tatrách na Slovensku. Plesa leží v nadmořské výšce 1675 m a 1699 m.

## Plesa
| jezero                        | rozloha (ha) | délka (m) | šířka (m) | m.hl. (m) | objem (m³) | n.v. (m) | Souřadnice                       |
| ----------------------------- | ------------ | --------- | --------- | --------- | ---------- | -------- | -------------------------------- |
| Nižné Bielovodské Žabie pleso | 4,6840       | 360       | 185       | 20,5      | 325 244    | 1 675    | 49°11′56″ s. š., 20°05′38″ v. d. |
| Vyšné Bielovodské Žabie pleso | 9,4640       | 538       | 260       | 24,8      | 839 413    | 1 699    | 49°11′37″ s. š., 20°05′35″ v. d. |